# Frumpy the Clown
Frumpy the Clown és una tira còmica escrita i il·lustrada per Judd Winick i que va aparèixer entre 1996 i 1998.
Tot i que només va durar dos anys i només va aparèixer en 30 diaris (el més gran era el Chicago Sun-Times), tenia una base de fans considerable.
La tira va començar quan Brad Bragg, un nen de deu anys, va portar un pallasso per viure amb la seva família. Els pares s'hi van mostrar reticents, però com que els nens l'estimaven, van decidir deixar-lo quedar.
En Frumpy és molt diferent d'un pallasso normal. Tot i que té la cara blanca, els cabells verds, el nas vermell, els peus enormes i la granota de llunes que es podria esperar, és força rondinaire, fumador empedreït i divorciat dues vegades. No li agrada que l'estereotipin com a artista i no fa trucs de màgia, animals amb globus ni espectacles còmics. Tanmateix, li encanten els nens i ensenya a l'escola primària per ajudar els nens a créixer bé en el món modern. A l'estiu, treballa com a monitor d'un campament.
A més de Frumpy, entre els personatges hi ha en Mike i la Mona Bragg, pares, i els seus fills Kim i Brad. La família Bragg era jueva, cosa que els diferenciava de la família mitjana de còmics. Aquest fet no es va tractar com un gran problema i només va ser un punt important de la trama en una història.
Altres personatges inclouen la Nana (la mare d'en Mike), la directora Carr (directora de l'escola primària Vanderbilt, on ensenya la Frumpy), en Lumus (cosí d'en Mike Bragg) i el gat Frodo de la família Bragg (tot i que el gat es va introduir el gener de 1997, el seu nom no es va revelar fins al maig de 1998).
Tot i que aquesta tira és majoritàriament còmica, va tenir alguns moments seriosos. Per exemple, en una història es va revelar que Nana era una supervivent de l'Holocaust.
Malauradament, la tira va ser objecte de controvèrsia. Molts pares es van queixar que aquesta tira era inapropiada i inadequada. Al mateix temps, el dibuixant es va esgotar i es va cansar de fer la tira.
La tira acabava amb una història d'una setmana en què el pallasso anunciava a la família que marxava. El pallasso va cavalcar pel carrer dalt d'un elefant mentre la família s'acomiadava entre llàgrimes.